# Aeroporto Internacional de Salta Martín Miguel de Güemes
O Aeroporto Internacional de Salta Martín Miguel de Güemes (IATA: SLA, ICAO: SASA), é um aerporto  localizado a sete km do centro de Salta,no Noroeste da Argentina. 

## História
O Aeroporto Internacional Martín Miguel de Güemes (ex Aeroporto El Aybal) foi inaugurado em 1949. Foi projetado inicalmente para receber aeronaves do tipo Douglas DC-3 em um terminal estilo colonial e com um desenho geométrico de suas duas pistas. Teve maior destaque na década de 1950 quando era escala da companhia Panagra em seus voos para Lima,La Paz e outras capitais sulamericanas. Teve uma reforma parcial entre 1978/79 e em 1997 foi remodelado completamente.
Por sus salas passaram praticamente todos os presidentes argentinos desde 1949 até hoje além dos  reis da Bélgica Balduíno I e Fabíola em 1964 e do Papa João Paulo II em 1987. Em 8 de junho de 1999 a operação do aeroporto passou a ser responsabilidade da empresa Aeropuertos Argentina 2000.

## Companhias aéreas e destinos
- LAN Argentina
  - Buenos Aires (Aeroparque)

- Aerolineas Argentinas
  - Buenos Aires (Aeroparque)

- Aerosur (a companhia não existe mais) 
  - Santa Cruz de la Sierra (Aeroporto Internacional Viru Viru)

- Andes Lineas Aéreas (Buenos Aires, Salta)
  - Buenos Aires (Aeroparque)
  - Florianópolis (Aeroporto Internacional Hercílio Luz) (a companhia não opera mais voos de Florianópolis)
  - Puerto Iguazú (Aeroporto Internacional Cataratas del Iguazú) (Começa em 28 de abril)
  - Córdoba (Aeroporto Internacional Ingeniero Ambrosio L.V. Taravella) (Começa em 28 de abril)

## Empresas que já operaram no aeroporto
- Inter Austral
- Lloyd Aéreo Boliviano
- Aerochaco
- Dinar Líneas Aéreas
- Seal Líneas Aéreas
- Southern Winds
- Panagra
- American Falcon
- Tapsa
- Austral

### Números
- Pistas: 207,000 m²
- Plataformas: 12,000 m²
- Superfície Total Edificada: 1,195 m²
- Hangares: 3,700 m²

Terminal de passageiros
- Área: 2.300 m²

Estacionamento
- Capacidade: 525 vagas